# Conotyla bollmani
Conotyla bollmani är en mångfotingart som först beskrevs av John McNeill 1887.  Conotyla bollmani ingår i släktet Conotyla och familjen Conotylidae. Inga underarter finns listade i Catalogue of Life.